# 雙湖森林公園
雙湖森林公園，位於臺灣高雄市三民區、鳥松區、仁武區交界，佔地約25.77公頃。此地原先是覆鼎金公墓，約有16000個地上墓地和大約60000個地下疊葬墓，布滿覆鼎金整片山坡。
2010年高雄縣市合併，覆鼎金公墓由邊陲地帶轉變為高雄市的核心地帶，而公墓阻礙了都市的發展，因此高雄市政府於2015年1月13日公告將覆鼎金公墓變更為公園用地，計畫打造「雙湖森林公園」串聯澄清湖與金獅湖。
自2017年起分三期遷葬，公墓內的骨骸全部遷葬至一旁鳥松區懷恩寶塔安放，拆遷後將整地改建成25.77公頃的雙湖森林公園，2018年底完工。

## 歷史
- 2015年1月13日，高雄市政府公告覆鼎金公墓變更為公園用地。
- 2017年－2018年分三區共三期進行遷葬。
- 2017年2月3日「雙湖森林公園」正式動工。
- 2018年啟用。

## 交通

### 公共自行車
- 高雄市公共自行車租賃系統：
  - 高雄第一殯儀館(家屬服務中心)：本館路600巷30號南側

## 周遭地標
- 澄清湖
- 金獅湖
- 高雄市立三民高級中學
- 高雄市立大灣國中